# Transiranska željeznica
Transiranska željeznica (perzijski:  راه‌آهن سراسری ایران) bio je veliki projekt izgradnje željeznice u Iranu, koji je započeo 1927. godine, a dovršen 1938. godine, za vrijeme tadašnjeg iranskog monarha Reze-šaha Pahlavija. U potpunosti je izgrađen iranskim kapitalom i povezuje glavni grad Teheran s Bandar-e Homeinijem u Perzijskom zaljevu na jugu i Bandar Torkamanom na Kaspijskom moru na sjeveru, preko Ahvaza i Koma. Pruga prelazi dva planinska lanca, kao i rijeke, visoravni, šume i ravnice, te četiri različita klimatska područja; duga je 1.394 km i prelazi preko 4.700 mostova i 224 tunela
Originalna ruta Bandar Shahpur-Bandar Shah iz 1938. godine u srpnju 2021. godine uvrštena je na UNESCO-ov popis mjesta svjetske baštine u Aziji

## Povijest
Nakon što je Reza-šah Pahlavi došao na vlast (1925.-1941.), izgradnja željeznice bila je jedan od nacionalnih prioriteta u bitnom programu industrijalizacije zemlje. 
Za razliku od prethodne Kadžarske dinastije koja je uvelike ovisila o stranim silama, posebno o Ruskom i Britanskom Carstvu (kojima nije bila u interesu prometna neovisnost Irana) nova vlada Irana odlučila je kako će ovaj veliki projekt u cijelosti financirati država, bez pribjegavanja inozemnom zaduživanju. Vlada je sebi osigurala sredstva malim dodatnim porezima na šećer (+ 2 rijala/3 kg) i čaj (+ 6 krana/3 kg)
Započeta 1927. i dovršena 1938. godine, pruga duga 1394 kilometra projektirana je i izvedena u uspješnoj suradnji između iranske vlade i 43 građevinska izvođača iz mnogih zemalja. Željeznica je značajna po svojim razmjerima i inženjerskim radovima potrebnim za prevladavanje strmih ruta i drugih poteškoća. Njezina izgradnja uključivala je opsežnu planinsku sječu u nekim područjima, dok je neravni teren u drugim diktirao izgradnju 174 velika mosta, 186 malih mostova i 224 tunela, uključujući 11 spiralnih tunela. Na jugu željeznička pruga ponekad doseže razinu mora, dok se na najvišoj točki, u Araku, nalazi na 2.200 metara nadmorske visine.
Južni dio pruge izgradili su Amerikanci (Henry Ulen & Company), a njemački konzorcij (Konsortium für Bauausführungen in Persien) izgradio je rutu od 128 km od Bandar-e Shaha (danas Bandar Torkaman) preko Kaspijskog mora do Shahija, sada Kaemšaher. Telekomunikacije i vozila uvozili su iz Njemačke, a cement i tračnice iz Sovjetskog Saveza.
Nakon američkih problema pri izgradnji dionice u Ahvazu i spora oko plaćanja, na konferenciji u Bad Kissingenu 1930. godine Njemački konzorcij je dobio narudžbu za nastavak izgradnje 590 km pruge od već završene sjeverne rute. Nastavak radova od 1933. god. pripisuje dansko-švedski konzorcij na čelu s tvrtkom Kampsax. Kampsax je imao iskustva izgradnje na planinskim terenima u Turskoj i bio je uvjeren u sposobnosti svojih inženjera. Konzorcij konačno predstavlja novu prugu nakon 5 godina i 4 mjeseca (8 mjeseci ranije nego što je ugovoreno), tako da je inauguracija proslavljena 26. kolovoza 1938. godine. U Iranu se to smatralo velikim uspjehom Reza Šahove građevinske politike, jer je bila dokaz kako je ovaj gigantski infrastrukturni projekt moguć s vlastitim resursima. U tom smislu, željeznica je imala i politički, a ne samo gospodarski značaj.
Tijekom Drugog svjetskog rata ova je linija postala strateška osovina za opskrbu SSSR-a u ratu od strane SAD-a (putem tzv. „Zakona o zajmu i najmu” Lend-Lease). Zajednička britansko-sovjetska operacija za zaštitu ove linije od Sila Osovine rezultirala je anglo-sovjetskom invazijom na Iran između 25. kolovoza i 17. rujna 1941. godine.
Godine 1961., za vrijeme vladavine Mohammada Reze Pahlavija, željeznica se proširila je iz Bandar Shaha na novi terminal u Gorganu. Tijekom zemljišnih reformi Mohammada Reze Pahlavija 1963., u sklopu „Bijele revolucije”, Transiranska željeznica proširena je kako bi povezala Teheran s Mashadom, Tabrizom i Isfahanom.

## Poveznice
- Raetinska pruga
- Semmeringbahn
- Indijske planinske pruge